# MF Kopernik
UWAGA! Artykuł dotyczący promu o nazwie Kopernik który pływał w barwach Unity Line w latach 2007-2019
```

```

MF Kopernik – polski prom pasażersko-samochodowo-kolejowy typu RORO, pływający w latach 2007-2019. 

## Historia i rejsy
Zbudowany został w 1977 roku w Bergens Mekaniske Verksted (Bergen, Norwegia). W 1993 roku jednostka przeszła gruntowną przebudowę. Prom pływał na linii Sassnitz (Rugia) – Trelleborg (Szwecja). Nosił nazwy Rostock (do 1999), Star Wind (do 2005) i Vironia (do 2007). 
W listopadzie 2007 zakupiony przez Euroafrikę; od wejścia do eksploatacji – w zarządzie Unity Line i czarterze PKP Cargo. Prom obsługiwał linię Świnoujście – Ystad. Ostatni rejs w barwach Unity Line odbył 27 lutego 2019 roku.  Został sprzedany w 2019 roku. Zastąpiony przez prom MF Copernicus. W roku 2019 prom został kupiony przez Levante Ferries, wyremontowany, przemalowany i przechrzczony na Smyrna di Levante. Pływa po Morzu Jońskim na linii pomiędzy Tessalonikami w Grecji a Izmirem (d. Smyrna) w Turcji

## Opis
W czasie służby w Unity Line prom posiadał 50 kabin dla 119 pasażerów. Łączna długość linii ładunkowych dla ciężarówek wynosiła 975 metrów (na dwóch pokładach), dla wagonów kolejowych: 658 metrów (efektywna: 600 m).
Jako Smyrna posiada miejsca dla 948 pasażerów i 300 aut.